# NGC 7731
NGC 7731 é uma galáxia espiral barrada (SBa) localizada na direcção da constelação de Pisces. Possui uma declinação de +03° 44' 26" e uma ascensão recta de 23 horas, 41 minutos e 29,0 segundos.
A galáxia NGC 7731 foi descoberta em 27 de Outubro de 1864 por Albert Marth.